# TwoSet Violin
TwoSet Violin es un dúo de comedia musical formado por los violinistas australianos Brett Yang y Eddy Chen. La pareja es conocida por su comedia musical en su canal de YouTube, que ha alcanzado más de 3.8 millones de suscriptores y 3.125 millones de visitas hasta junio de 2025

## Historia
Brett Yang y Eddy Chen se conocieron en una clase de tutoría de matemáticas cuando Yang tenía 14 años y Chen 13. Se convirtieron en los miembros más jóvenes de una orquesta juvenil y más tarde como estudiantes en la Queensland Conservatorium Griffith University en Brisbane, Australia. En 2012, Yang debutó en el Conservatorio de Queensland interpretando el Concierto para violín de Tchaikovsky. Más tarde trabajó con varias otras orquestas australianas, incluida una interpretación en la cumbre del G20 en Brisbane de 2014, donde se reunió con varios líderes mundiales, incluido el presidente de Estados Unidos, Barack Obama. Chen fue finalista del National Young Virtuoso Award de 2014 en Queensland, y había tocado con la Orquesta Sinfónica de Queensland y la Orquesta Sinfónica de Melbourne.
En 2013, el dúo comenzó a publicar versiones de música pop tocada con violín en un canal de YouTube. Yang dijo que habían visto a virtuosos del violín tocando versiones que habían obtenido millones de visitas en YouTube, e intentaron hacer lo mismo con una reacción mínima. Al descubrir que el violinista taiwanés-australiano Ray Chen hizo videos cómicos, cambiaron su producción de contenido en una dirección similar, enfocando sus videos en sus vidas en el conservatorio, como músicos clásicos y como estudiantes, lo que condujo a un aumento dramático en la audiencia. A fines de 2016, Yang y Chen renunciaron a sus lugares en la Orquesta Sinfónica de Sídney y la Orquesta Sinfónica de Queensland, respectivamente, para comenzar a realizar sus propios conciertos en vivo.
El canal de YouTube TwoSet Violin recibió un Botón de plata en 2018 por superar los 100 mil suscriptores, y un Botón de oro en 2019 por superar el millón de suscriptores. Kyle Macdonald de Classic FM incluyó TwoSet Violin como una de las "10 ways the 2010s changed classical music forever". En enero de 2020, se anunció que el dúo asistiría al Concurso Yehudi Menuhin de ese año, celebrado en Richmond, Virginia, como reporteros itinerantes. El concurso se pospuso debido a la pandemia de COVID-19. El 8 de febrero de 2020, TwoSet Violin transmitió en vivo una interpretación del Concierto para violín de Chaikovsky para celebrar su logro de dos millones de suscriptores. Yang interpretó la parte solista mientras Chen interpretó un arreglo original de la parte orquestal para violín solo.
En diciembre de 2020, el dúo anunció una pausa temporal de YouTube por problemas de salud de Yang, y señalaron que tendrían un lento regreso con videos nuevos en enero de 2021. El 30 de enero de 2021, para celebrar su logro de 3 millones de suscriptores en YouTube, transmitieron en vivo otra interpretación; ahora del Concierto para violín de Sibelius, con Chen tocando la parte solista, mientras Yang interpretaba un arreglo de la parte orquestal para violín solo. En mayo de 2021, publicaron videos para apoyar el concurso Menuhin.
En agosto de 2022, señalaron que cuando tuvieran 4 millones de suscriptores, interpretarían el Concierto para violín de Felix Mendelssohn; pero esta vez con Brett Yang como solista, y con una orquesta sinfónica acompañándolo en vivo. La orquesta que los acompañará es la Orquesta Sinfónica de Singapur, y el concierto se realizará en el Victoria Concert Hall, el 16 de noviembre de 2022. Asimismo, Yang y Chen interpretarán el Concierto para dos violines, BWV 1043 de Johann Sebastian Bach. El concierto será transmitido en su canal de YouTube y su página de Facebook.

## Giras
TwoSet anunció su primera presentación en vivo en Brisbane, Australia, el 8 de septiembre de 2016 a través de YouTube. El acto contó con la interpretación de violín más en el formato de un acto de comedia que un concierto tradicional.
Con KickStarter como método de recaudación de fondos, junto con la actuación en la calle en Sídney, recaudaron suficiente dinero para realizar una gira mundial en 2017 a 11 ciudades en 10 países, en Asia y Europa, incluyendo Taipéi, Helsinki y Fráncfort. En 2018, actuaron en varios lugares de los Estados Unidos, incluyendo la ciudad de Nueva York, San Francisco y Los Ángeles.
En octubre de 2019, TwoSet anunció otra gira mundial en la que planeaban visitar múltiples ciudades en Oceanía, Europa, Asia y América del Norte. Sin embargo, la gira se pospuso como resultado de la pandemia de COVID-19. La gira mundial se pospuso y, a mediados de septiembre de 2021, Twoset Violin anunció que realizarían un concierto virtual en línea que se llevaría a cabo del 28 al 29 de diciembre de 2021.

## Videos y temas
En 2017, TwoSet Violin hizo una referencia cómica a Ling Ling, un violinista ficticio que "practica 40 horas al día". En una entrevista con Yle Uutiset, describieron a Ling Ling como el jefe final de un videojuego: el Chuck Norris de los violinistas. Chen dijo que improvisaron al personaje en un video de sketches de comedia, en el que una madre estricta ('mom tiger') compara a su hijo con 'Ling Ling', el hijo de su vecina, el cual supuestamente "practica 40 horas al día". En 2018, lanzaron una serie de videos con desafíos llamados Ling Ling Workout. En estos desafíos, el dúo coloca en un papel una pieza clásica (o de música contemporánea) y una desventaja, como tocar a doble velocidad, scordatura, tocar bailando o haciendo hula hula, con las manos invertidas o boca abajo. Destacados violinistas como Ray Chen, Ziyu He y Hilary Hahn también han intentado el desafío en su canal.
En julio de 2018, lanzaron una serie de videos en los que interpretaron música clásica usando pollos de goma. En agosto de 2018, lanzaron una serie de videos titulada "1% Violin Skills, 99% Editing Skills" ("1% de habilidades de violín, 99% de habilidades de edición") en la que Yang intenta tocar una pieza difícil y Chen le pide que toque una escala cromática. Luego, Chen usa la edición de video para juntar las notas tal como fueron compuestas originalmente. Entre otros temas recurrentes se incluyen 'violin charades' (adivinanzas con el violín), tocar otros instrumentos, y chistes de viola. Otra serie de videos populares consiste en reseñas de escenas de películas y programas de televisión en los que se toca el violín, en las que Yang y Chen critican interpretaciones notoriamente falsas. En April fools' day de 2019, afirmaron haber descubierto un nuevo Concierto para dos violines de J.S. Bach.
En septiembre de 2018, TwoSet Violin subió un video de reacción a una historia de BBC News titulada "El violinista más rápido del mundo", en el que desafiaron la afirmación del récord Guinness mundial del violinista Ben Lee de tocar El vuelo del abejorro por lo que percibieron como inexacta significativamente. Se cronometraron satíricamente a propósito tocando notas rápidas al azar antes de declarar que habían batido el récord mundial. En abril de 2019, el dúo llamó de manera similar a Vov Dylan, a quien el Australian Book of Records le otorgó el título de violinista más rápido del mundo, y concluyeron que la interpretación de Dylan de El vuelo del abejorro fue peor que la de Lee.